# Triraphis devia
Triraphis devia là một loài thực vật có hoa trong họ Hòa thảo. Loài này được Filg. & Zuloaga miêu tả khoa học đầu tiên năm 1999.